# بيتينا فيرنر
بيتينا فيرنر (بالإنجليزية: Bettina Werner)‏ هي رسامة أمريكية، ولدت في 1965.